# Sonderposten (Finanzwesen)
Ein Sonderposten mit Rücklageanteil (Sopo) war bis zum Jahr 2009 eine besondere Art von Rücklagen, die auf der Passivseite der (Handels-)Bilanz gesondert von den anderen Rücklagen ausgewiesen werden durfte. Er diente der Erstellung einer Einheitsbilanz, also einer möglichst übereinstimmenden Handels- und Steuerbilanz.
Rechtsgrundlage war § 247 Abs. 3 HGB a.F.: Passivposten, die für Zwecke der Steuern vom Einkommen und vom Ertrag zulässig sind, dürfen in der Bilanz gebildet werden. Sie sind als Sonderposten mit Rücklageanteil auszuweisen und nach Maßgabe des Steuerrechts aufzulösen. Einer Rückstellung bedarf es insoweit nicht.

## Bildung und Auflösung
Handelsrechtlich konnten gemäß § 254 HGB a.F. Abschreibungen vorgenommen werden, um Vermögensgegenstände "mit dem niedrigeren Wert anzusetzen, der auf einer nur steuerrechtlich zulässigen Abschreibung beruht". Die Nutzung steuerrechtlich bedingter Mehrabschreibungen setzte jedoch aufgrund der (umgekehrten) Maßgeblichkeit den entsprechenden Ansatz in der Handelsbilanz voraus (§ 5 Abs. 1 Satz 2 EStG a.F.). Es konnten also steuerrechtlich bedingte Mehrabschreibungen, neben der Möglichkeit der direkten Absetzung auf der Aktivseite (Nettomethode), auch wahlweise passiviert werden (Bruttomethode). Dazu wurde der Unterschiedsbetrag zwischen handelsrechtlich gebotener und steuerrechtlich erlaubter Abschreibung als Wertberichtigung in den Sonderposten mit Rücklagenanteil eingestellt (§ 247 Abs. 3 HGB a.F.). Damit sollte den Unternehmen die Möglichkeit gegeben werden, die durch steuerrechtliche Mehrabschreibungen bedingte Verfälschung des Vermögensausweises zu vermeiden. Eine weitere Möglichkeit zur Bildung von Sonderposten mit Rücklagenanteil waren steuerlich abzugsfähige Rücklagen, d. h. Rücklagen aus noch nicht versteuertem Gewinn, die später nach den Vorschriften der Steuergesetze wieder aufzulösen sind (z. B. Rücklage für Ersatzbeschaffung, Rücklage für Veräußerungsgewinne etc.).
Nach § 281 Abs. 2 Satz 2 HGB a.F. waren die Einstellungen in die Sonderposten in den sonstigen betrieblichen Aufwendungen und die Erträge aus der Auflösung in den sonstigen betrieblichen Erträgen der Gewinn- und Verlustrechnung gesondert auszuweisen oder im Anhang anzugeben. Eine Auflösung war ebenfalls erforderlich, sollte der betreffende Vermögensgegenstand aus dem Unternehmen ausscheiden oder die steuerliche Abschreibung durch eine rein handelsrechtliche ersetzt werden.
Nach Art. 66 Abs. 5 EGHGB durften letztmals für das vor dem 1. Januar 2010 beginnende Geschäftsjahr Sonderposten mit Rücklageanteil im handelsrechtlichen Jahresabschluss gebildet und Wertansätze, die auf nur steuerlich zulässigen Abschreibungen beruhten, in die Handelsbilanz übernommen werden.

## Doppelcharakter
Der Sonderposten mit Rücklagenanteil besaß einen Doppelcharakter aus Eigen- und Fremdkapital. Aus diesem Grund erfolgte ihr Bilanzausweis auch als gesonderter Posten nach dem Eigenkapital und vor den Rückstellungen (§§ 247 Abs. 3, 273 HGB). In der Bilanzanalyse wurde dieser Posten aus Gründen der Vereinfachung zumeist zu ca. 50 % als eigenkapitalähnlich dem wirtschaftlichen Eigenkapital und zu 50 % als Steuerrückstellung dem mittelfristigen Fremdkapital zugeordnet. Zur genaueren Aufteilung dieses Postens war zu ermitteln, wie hoch der Steuersatz einer entsprechenden Auflösung gewesen wäre, um diesen Anteil dem Fremdkapital zuzurechnen.
Durch das Bilanzrechtsmodernisierungsgesetz (BilMoG) wurde das umgekehrte Maßgeblichkeitsprinzip in der Handelsbilanz weitgehend aufgehoben. Sonderposten mit Rücklageanteil dürfen mit der zwingenden Anwendung des Gesetzes ab dem 1. Januar 2010 nicht mehr neu gebildet werden, für vorher gebildete Sonderposten gibt es Übergangsregelungen.

## Sonderposten für Investitionszuschüsse
Analog hierzu werden Sonderposten für Investitionszuschüsse gebildet, wenn ein Unternehmen Subventionen vereinnahmt hat, die an noch zu erfüllende Bedingungen geknüpft sind, zum Beispiel an die Schaffung einer bestimmten Zahl von Arbeitsplätzen in einem bestimmten Zeitraum. Bei Erfüllung der Bedingungen werden diese Sonderposten erfolgswirksam aufgelöst und somit Eigenkapital; bei Nichterfüllung ist die Rücklage aufzulösen, die erhaltenen Zuschüsse sind zurückzuzahlen.